# 禮儀師
禮儀師（英語：funeral director，臺灣亦稱入殮師），是受往生者的家屬或親朋好友委託將往生者從往生當日、告別式、進塔或安葬辦理圓滿的一種職業。中華人民共和國、中華民國與日本都是以禮儀師來稱呼幫助往生者親屬處理後事的殯葬人員。由於喪禮的步驟繁瑣，各國的職掌不同，而有所差異，常常和入殮師（或稱納棺師）、洗殮師或遺體化妝師搞混。
禮儀師在中華人民共和國的职业标准称为殡仪服务员，分工有迎靈禮儀師、告別禮儀師、送靈禮儀師和安葬禮儀師，而入殮師是負責幫遺體入殮。在中華民國，大部份的禮儀師會協助入殮，所以沒有入殮師，但是幫遺體清洗和化妝是由遺體化妝師來做，而不是由禮儀師。在日本，禮儀師等於是將喪禮全程包辦。

## 工作內容
中華人民共和國
- 自古中國被稱做禮儀之邦，不管是婚禮或是喪禮，都非常重視細節。就喪葬來說，當親屬委託殯葬公司後，殯葬公司會按照喪葬的程序派迎靈禮儀師、告別禮儀師、遺體化妝師、入殮師、送葬禮儀師、安葬禮儀師來協助親屬幫往生者辦理後事。
- 通常在中華人民共和國的四川各地的社區的居民會在月半(又稱中元節)的時候，委託專職禮儀師進駐社區，協助居民從事各種祭祀儀式。[2]

中華民國
- 早期協助親屬處理後事的人被稱為殯葬人員，現在被稱為禮儀師或入殮師。要成為禮儀師必需要拿到證照，禮儀師最主要的工作是幫助親屬將往生者的後事圓滿處理，讓親屬感到心安且沒有任何的遺憾。禮儀師主要工作內容是根據親屬與禮儀公司簽訂的合約內容來執行工作。一般來說，在人往生後，親屬會聯絡早期被稱為葬儀社的禮儀公司。禮儀公司一接到電話就會派公司的禮儀師前去往生者過世的地方與親屬恰談合約內容，談妥內容與委託金額款項後，禮儀師就會開始協助親屬處理往生者的後事。禮儀師大多是扮演關懷、協助、聯絡、釋疑的角色，工作內容大概如下『台灣人大部份信仰三教：佛教、道教、儒教，也有部份信仰基督教，以此四種信仰舉例。』：禮儀師在與親屬簽定完合約後，會開車協助親屬將往生者的遺體載至殯儀館冰凍，然後會照親屬的意思將靈堂佈置在禮儀公司內或者是家中，佈置在家中如果家裡有拜神明祖先，禮儀師就會以紅紙或紅布進行遮神的儀式。禮儀師會協助在門前貼嚴制或慈制以向左鄰右舍示喪，並會協助親屬印製好訃文以便將後事告知親朋好友。在過程中，親屬需要和尚或牧師，禮儀師都會協助親屬聯絡。禮儀師會聯絡帶看人員開車載親屬去選購往生者將來要下葬或安放的地方。禮儀師會聯絡洗殮師和化妝師幫往生者在告別式前進行清洗遺體和化妝。禮儀師會協助親屬圓滿進行整個告別式的流程，並在告別式後協助親屬將往生者的遺體載運至火葬場火化、撿骨，然後協助往生者下葬或晉塔。
- 由於工作性質，每天接觸往生者的遺體是禮儀師的家常便飯；而且並不是每一位往生者的遺體都是完整的，有時車禍現場的遺體是散落各處的屍塊，禮儀師也必需幫親屬將屍塊拼湊收集。有時現場的遺體是已經閒置很多天且瀰漫著濃濃的惡臭，禮儀師也必需忍著惡臭幫親屬處理遺體。根據已故的台灣知名禮儀師郭東修在綜藝節目上曾說他在協助親屬抬起遺體時，遺體的屍水直接流進他的口中，由此可見禮儀師的辛苦。[3]
- 在全球不景氣且中華民國大學應屆畢業生月薪起薪只有兩萬兩千元的大環境下，月薪五萬元以上的禮儀師職業在2013年成為社會新鮮人想要加入的行業之一。[4]
- 2019年，全世界開始流行嚴重特殊傳染性肺炎。因確診而死亡的病人，病人家屬不能再見病人的最後一面，且禮儀師依照政府的規定，必需在二十四小時內將病人的遺體火化[5]。

日本禮儀師
- 禮儀公司一接到親屬、警察或醫院打來的電話，就會派禮儀師前去往生者過世的現場協助親屬處理遺體或屍塊。在詢問過親屬的意願後，禮儀師會按照親屬的意願來處理整個後序事誼。
- 禮儀師在日本的待遇要看每個月的案件數量，根據日本的調查報告，禮儀師在日本是冷門職業，薪水有時很多有時很少[6]。

## 禮儀師的技能檢定

### 中華民國
要成為中華民國合格的禮儀師，必須取得勞動部技能檢定中心核發的乙級喪禮服務技術士證、修畢內政部公布的大學殯葬相關專業課程20學分，並具有2年以上殯葬相關工作經驗並將勞健保投保於殯葬營業單位或工會達2年才可申請禮儀師證書。關於禮儀師的證照和學分有：
- 喪禮服務技術士乙級，檢定項目包括：臨終服務、初終與入殮服務、殯儀服務、後續服務、服務倫理等五項；近年檢定合格率都低於10%，難度偏高。[8]
- 殯葬管理學、悲傷輔導、殯葬禮俗與文化學、殯葬政策與法規、殯葬設施與服務、遺體處理及美容、殯葬倫理與宗教、臨終與後續關懷、殯葬文書、殯葬司儀、殯葬衛生學和殯葬文化學共12門24學分，需取得其中至少20學分。[9]
- 中華民國的「禮儀師管理辦法」由內政部訂定[10]。另根據「殯葬管理條例」未取得禮儀師證書者，仍可執行殯葬業務，但不可簽署契約、生前契約，亦不可以禮儀師自居（稱）。依殯葬管理條例第四十六條規定並依第八十七條規定裁處。殯葬管理條例第３條第２項第２款也規定，這些違規行為，應由各直轄市、縣（市）主管機關權責取締及裁處。
- 截至2025年2月底，內政部核發的禮儀師證書共計1315張，符合一定規模（資本額100萬元以上）的業者需要聘任一定比例的禮儀師。因此，目前在中華民國的市場上，有證照執業的禮儀師比沒證照的吃香。[11]

## 各國禮儀師

### 中華人民共和國
中華人民共和國禮儀師是經過中華人民共和國軍式化專業訓練，成為合格的禮儀師。為了講究喪禮的莊嚴，每位禮儀師都有類似軍人的全身全套制服，軍帽、上衣長褲制服、皮鞋、手套為基本配備。但是禮儀師的工作在中華人民共和國並不受到歡迎，是厭惡性職業，不過近幾年來擔任殯葬禮儀師的年齡在中華人民共和國有逐漸下降的驅勢，這也顯示年輕的一代越來越能接受禮儀師這項職業。

### 中華民國
在中華民國早期從事喪葬服務的人員都被稱做殯葬禮儀人員，協助往生者家屬的這些殯葬禮儀人員的公司都被稱做葬儀社。後來中華民國政府訂定殯葬管理條例，對於殯葬禮儀服務業進行管理，101年也訂定「禮儀師管理辦法」，殯葬禮儀人員需取得喪禮服務技術士乙級喪禮服務證照、在殯葬業服務兩年並修齊學分並取得喪禮服務技術士乙級才能正式取得禮儀師的資格。協助往生者家屬的這些禮儀師的公司稱為生命禮儀公司，但名稱使用上並無太大限制，如果經過符合販賣生前契約的一定規模限制，經過各地方政府核准後，可以對外營業。
因為工作上的需要，禮儀師天天會與往生者接觸，所以少有年輕人願意加入這個行業，年輕女性更是少。早期甚至都是部份出獄後的更生人在做這個乏人問津的職業。直到部份與禮儀師相關電影上映，如送行者：禮儀師的樂章、命運化妝師等，還有其他與生離死別有關的像父後七日等電影上映，才開始漸漸有越來越多年輕人甚至是女性加入這個行業的趨勢。
臺灣禮儀師證照是由中華民國內政部核發，符合資格者可以在內政部全國殯葬資訊入口網禮儀師專區登錄資料，並將相關資料與規費寄至內政部，申請核發禮儀師證書。目前中華民國也有少部份的大學與殯葬業開始有產學合作
- 陳思韻-台灣第一位由內政部頒定禮儀師證書之禮儀師，殯葬業者，中華民國。

### 日本
從接到往生者親屬的電話開始、幫遺體清潔、上妝、入殮、蓋棺、告別式、出殯、安葬全部都是禮儀師的工作。日本的禮儀師特別強調幫助往生者傳達心意給親屬與協助往生者踏上美好的旅程來辦理後事。

## 禮儀師的相關法律

### 中華民國
- 中華民國內政部性別平等委員會委員黃瑞汝提案『在老公的訃聞中，老婆應該被署名為妻子(或是愛妻)而非未亡人。』，她說在老公的訃聞中被稱為未亡人是女性被貶低，好像還沒死的人一樣，她提案要求必需列入禮儀師考證照時的考試裡面。[21]
- 禮儀師係屬中華民國行政院內政部宗教及禮制司規範，並訂定殯葬管理條例。

## 禮儀師的相關作品

### 電影
- 送行者：禮儀師的樂章
  - 在日本因民情對電影主題存在強烈的偏見，所以電影公司都不願意發行這部電影，直到2008年8月影片意外贏得蒙特婁世界影展評審團大獎後才改變這一情況。除了成為2008年度電影票房冠軍，還拿下了日本電影金像獎最佳影片獎。
  - 到目前唯一獲得奧斯卡最佳外語片獎的日本電影作品。
- 命運化妝師
- 父後七日

### 電視
- 出境事務所
- 幸福送行者-港澳將此片片名翻譯為新丁禮儀師。

### 著作
- 《禮儀師與生死尊嚴》[22]，五南，2003年，ISBN 9571131644
- 《禮儀師教你扭轉錢坤》[23]，益群，2008年，ISBN 9789575529284
- 《禮儀師與殯葬服務》[24]，威什曼文化，2011年，ISBN 9789868574694
- 《禮儀師的世界》[25]，威什曼文化，2011年，ISBN 9789868574670
- 《黑夜裡的送行者：從艋舺大哥到禮儀師 冬瓜大哥談生也談死》，三采，2011年，ISBN 9789862294147
- 《人生最後一次相聚：禮儀師從1000場告別式中看見的25件事》，春光，2011年，ISBN 9789866572807

### 學術論文
- 建國科技大學-李孟君副教授-禮儀師的樂章 （页面存档备份，存于）
- 南華大學-生死學研究所碩士論文-台灣現代殯葬禮儀師角色之研究 （页面存档备份，存于）
- 國立鳳山商工-人生最後一段路的配角-禮儀師角色的研究分析 （页面存档备份，存于）
- 大安國民小學-禮儀師的定義 （页面存档备份，存于）

### 新聞報導
- 北國網-遼寧新聞-大連殯葬行業成立首隻特種部隊
- 華視新聞-百無禁忌！禮儀師墓園辦婚禮 （页面存档备份，存于）
- 頭條日報-禮儀師參透生命意義，殯葬百無禁忌，助客人度過哀傷。 （页面存档备份，存于）
- 中國時報：百無禁忌，道士租靈車娶29歲禮儀師老婆。 （页面存档备份，存于）

## 資料來源
1. ↑  .   [2013-09-01]. （原始内容存档于2017-08-19）.
2. ↑  .   [2013-09-12]. （原始内容存档于2019-09-17）.
3. ↑  .   [2013-09-13]. （原始内容存档于2019-09-28）.
4. ↑  新浪新聞-黑色服務業-禮儀師薪五萬 的存檔，存档日期2013-10-12.
5. ↑  .   [2021-06-28]. （原始内容存档于2021-06-28）.
6. ↑  中時電子報：日本調查冷門職業，光怪陸離。
7. ↑  聯合新聞網-文教職考-禮儀師必備證照
8. ↑  .   [2013-08-25]. （原始内容存档于2016-05-31）.
9. ↑  經國管理暨健康學院-推廣教育中心-生命禮儀學分班[永久]
10. ↑   (PDF).   [2013-08-31]. （原始内容 (PDF)存档于2017-06-10）.
11. ↑  .   [2013-09-20]. （原始内容存档于2019-12-05）.
12. ↑  .   [2013-09-01]. （原始内容存档于2017-08-19）.
13. ↑  .   [2013-09-01]. （原始内容存档于2019-09-27）.
14. ↑  .   [2013-09-18]. （原始内容存档于2015-06-03）.
15. ↑  臺中市政府-臺中市生命禮儀管理所-殯葬法規-禮儀師管理辦法[永久]
16. ↑  .   [2013-08-25]. （原始内容存档于2016-03-04）.
17. ↑  .   [2013-08-24]. （原始内容存档于2019-09-21）.
18. ↑  內政部通過禮儀師證書費收費標準[永久]
19. ↑  首張禮儀師政書，最快明年出爐。[永久]
20. ↑  .   [2013-08-24]. （原始内容存档于2019-09-15）.
21. ↑  .   [2013-11-10]. （原始内容存档于2017-03-12）.
22. ↑  博客來-禮儀師與生死尊嚴[永久]
23. ↑  博客來-禮儀師教你扭轉錢坤[永久]
24. ↑  博客來-禮儀師與殯葬服務[永久]
25. ↑  .   [2013-08-25]. （原始内容存档于2011-08-25）.

## 外部連結
- 中華民國內政部全國殯葬資訊入口網 （页面存档备份，存于）